# Chuck McCann

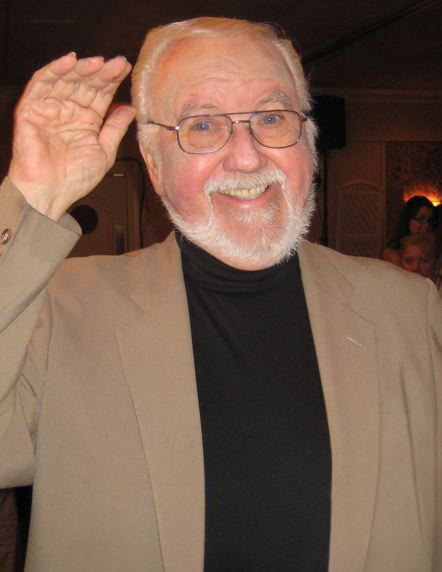
Chuck McCann (2008)

Chuck McCann (* 2. September 1934 in Brooklyn, New York als Charles John Thomas McCann; † 8. April 2018 in Los Angeles, Kalifornien) war ein US-amerikanischer Schauspieler, Komiker und Fernsehmoderator.

## Leben und Karriere
Chuck McCann, der Sohn des Musikarrangeurs Val McCann, schrieb bereits während seiner Zeit an der Highschool an komödiantischen Texten. Mit 17 Jahren trat er bereits als Komiker in Nachtclubs auf. Er machte sich zuerst in den 1950er-Jahren im New Yorker Fernsehen einen Namen, als er Fernsehprogramme für Kinder wie beispielsweise Let's Have Fun (ab 1959) moderierte. Er trat auch häufig an der Seite des bekannten Komikers Steve Allen in dessen Shows auf. Ende der 1960er-Jahre zog er nach Hollywood, wo er anschließend an insgesamt über 160 Film- und Fernsehproduktionen mitwirkte.
McCann wurde in Hollywood meistens in komödiantischen Nebenrollen eingesetzt, da er „mit seinem rundlichen Gesicht und immerwährendem Grinsen“ automatisch „Witzigkeit verkörperte“. Mit der Darstellung des tauben griechischen Einwanderers Spiros Antonapoulos in der Literaturverfilmung Das Herz ist ein einsamer Jäger (1968) bewies er jedoch, dass er auch in völlig ernsten Rollen überzeugend wirken konnte. Eine seiner wenigen Hauptrollen war der Titelcharakter in der 1970 erschienenen Komödie Der Filmvorführer, in welcher zugleich Rodney Dangerfield sein Filmdebüt gab. In drei Filmen von Mel Brooks war McCann in kleineren Nebenrollen zu sehen.
Von den 1960er-Jahren bis kurz vor seinem Tod war McCann in vielen Zeichentrickfilmen und -serien auch nur mit seiner sehr wandlungsfähigen Stimme zu hören. In Cool McCool sprach er beispielsweise die Titelfigur und in der Serie DuckTales – Neues aus Entenhausen war er Ende der 1980er-Jahre als treuer Diener Johann zu hören.
Für seine Karriere prägend erwies sich auch McCanns Liebe für das Komikerduo Laurel und Hardy, die damit begann, dass er mit 12 Jahren eine Telefonfreundschaft mit Stan Laurel pflegte. Später führte er durch eine Fernsehsendung, in der Filmausschnitte des Komikerduos präsentiert wurden, und war auch Mitgründer des Laurel-und-Hardy-Fanclubs Sons of the Desert.  Über viele Jahre imitierte er Oliver Hardy, beispielsweise in Werbungen und Showauftritten, mit wechselnden Partnern wie Jim McGeorge, Larry Harmon und Dick Van Dyke in der Stan-Rolle.
Chuck McCann war dreimal verheiratet und hatte drei Kinder. Von 1977 bis zu seinem Tod war er mit Elizabeth A. Fanning, einer ehemaligen Managerin der William Morris Agency, verheiratet. Er starb im April 2018 im Alter von 83 Jahren an Herzversagen.

## Filmografie (Auswahl)
Sprechrollen
- 1966: The Pink Blueprint (Kurzfilm)
- 1966–1969: Cool McCool (Zeichentrickserie)
- 1987–1990: DuckTales – Neues aus Entenhausen (Duck Tales; Zeichentrickserie)
- 1990: DuckTales: Der Film – Jäger der verlorenen Lampe (DuckTales the Movie: Treasure of the Lost Lamp)
- 1990–1991: Käpt’n Balu und seine tollkühne Crew (Tale Spin; Zeichentrickserie)
- 1994–1996: Die Fantastischen Vier mit neuen Abenteuern (Fantastic Four; Zeichentrickserie)
- 1998–2005/2016: Powerpuff Girls (Zeichentrickserie)

Körperliche Rollen
- 1968: Das Herz ist ein einsamer Jäger (The Heart Is a Lonely Hunter)
- 1970: Der Filmvorführer (The Projectionist)
- 1972: Bonanza (Fernsehserie, 1 Folge)
- 1972: Spiel dein Spiel (Play It as It Lays)
- 1973: Columbo: Ein gründlich motivierter Tod (Double Exposure, Fernsehreihe)
- 1974: Herbie groß in Fahrt (Herbie Rides Again)
- 1974: Unsere kleine Farm (Little House on the Prairie; Fernsehserie, 1 Folge)
- 1974: Kojak – Einsatz in Manhattan (Fernsehserie, 1 Folge)
- 1974/1976: Make-up und Pistolen (Police Woman; Fernsehserie, 2 Folgen)
- 1976: Mel Brooks’ letzte Verrücktheit: Silent Movie (Silent Movie)
- 1977: Die Zwei mit dem Dreh (Switch; Fernsehserie, 2 Folgen)
- 1977: Detektiv Rockford – Anruf genügt (The Rockford Files; Fernsehserie, 1 Folge)
- 1978: Eine ganz krumme Tour (Foul Play)
- 1979: R.O.B.O.D.O.G. (C.H.O.M.P.S.)
- 1983: Love Boat (Fernsehserie, 2 Folgen)
- 1985: Knight Rider (Fernsehserie, Folge 3x22)
- 1986: Trashin' – Krieg der Kids (Trashin')
- 1986: Hamburger – The Movie (Hamburger: The Motion Picture)
- 1986–1987: California Clan (Fernsehserie, 7 Folgen)
- 1988: Cameron (Cameron's Closet)
- 1990: Heiße Girls – Lizenz zum Killen (Guns)
- 1992: Monty – Immer hart am Ball (Lady Bugs)
- 1992/1994: Harrys Nest (Empty Nest; Fernsehserie, 2 Folgen)
- 1993: Robin Hood – Helden in Strumpfhosen (Robin Hood: Men in Tights)
- 1995: Dracula – Tot aber glücklich (Dracula: Dead and Loving It)
- 1998: X-Factor: Das Unfassbare (Beyond Belief: Fact or Fiction; Fernsehserie, 1 Folge)
- 2007–2008: Boston Legal (Fernsehserie, 6 Folgen)
- 2011: Night Club